# 特别高等警察
特別高等警察，簡稱特高警察、特高課或特高，是日本帝國的秘密警察組織，以維持治安為目的，打擊社會主義、共產主義等危害社會體制活動的思想，也保障國內安全。特高警察之職能大概相似於美國聯邦調查局，負責政治團體的調查工作，這種分法來自德國與法國行政法用語。

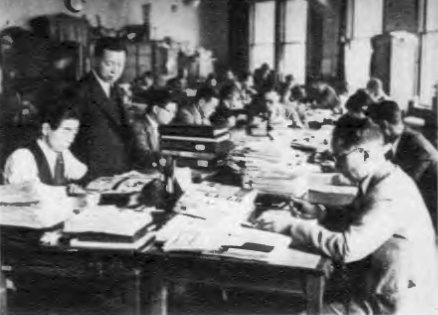
1938年，內務省警視廳特別高等部檢閱課

1910年8月21日，內務省警視廳設立特別高等課，監控社會運動。1925年，《治安維持法》施行，是特高警察的執法依據。1932年6月，警視廳特別高等課昇格為特殊高等部。
第二次中日战争前，日本驻中華民國各领事馆均设有警察署，内设特高课。后来特高警察也被设立在占领区宪兵队内，归军部领导。
1945年10月4日，駐日盟軍總司令部（GHQ）發出指令，要求廢止《治安維持法》。1945年10月15日，币原内阁发布昭和20年勅令第575号，废止《治安维持法》；同时，特高警察也被命令立即解散，戰後組織與任務改由警視廳公安部所繼承。

## 事件
- 京都学連事件（1925年－1926年）
- 三一五事件（1928年）
- 四一六事件（1929年）
- 赤色犯罪集團事件（1932年）
- 熱海事件（1932年）
- 岩田義道拷問死（1932年）
- 小林多喜二拷問死（1933年）
- 野呂榮太郎拷問死（1934年）
- 日蓮會事件（1933年、1937年）
- 大本事件（1935年）
- 佐爾格事件（1941年）
- 高雄州特高事件（1941年－1945年）
- 横濱事件（1942年－1944年）
- 霧島事件（1943年）